# Condado de Kłobuck
Nota linguística: Não confundir hrabstwo (condado) com powiat (divisão administrativa)..
Kłobuck (polaco: powiat kłobucki) é um powiat (condado) da Polónia, na voivodia de Silésia. A sede é a cidade de Kłobuck. Estende-se por uma área de 888,65 km², com 84 761 habitantes, segundo os censos de 2007, com uma densidade 95 hab/km².

## Divisões admistrativas
O condado possui:
Comunas urbana-rurais: Kłobuck, Krzepice
Comunas rurais: Lipie, Miedźno, Opatów, Panki, Popów, Przystajń, Wręczyca Wielka
Cidades: Kłobuck, Krzepice

## Demografia
População (dados de 30 de Junho de 2005):
|          | Total   | Total | Mulheres | Mulheres | Homens  | Homens |
| -------- | ------- | ----- | -------- | -------- | ------- | ------ |
|          | pessoas | %     | pessoas  | %        | pessoas | %      |
| Total    | 84 854  | 100   | 43 026   | 50,7     | 41 828  | 49,3   |
| Cidades  | 17 767  | 100   | 9235     | 52       | 8532    | 48     |
| Povoados | 67 087  | 100   | 33 791   | 50,4     | 33 296  | 49,6   |